# Pulmonata
Pulmonata é uma ordem de moluscos gastrópodes que inclui a maioria das variedade de lesmas e caracóis terrestres. Os pulmonados foram considerados como sub-classe até à reorganização taxonómica do grupo com base em critérios de genética. 
O grupo inclui todas as espécies de gastrópodes terrestres. A adaptação ao meio terrestre foi possível graças a uma modificação na cavidade do manto, que se tornou altamente vascularizada e permite a função de pulmão.